# Robert Huygh
Robert Bob Huygh (1 april 1946) was de tweede Belgische bergbeklimmer die de Seven Summits beklom, en de eerste die zowel voorkomt op de Carstenszlijst als de Kosciuszkolijst.
De Mount Everest kon Huygh voor de eerste maal succesvol beklimmen in mei 2004 na een mislukte poging samen met Rudy Van Snick in 2003. Samen met Willy Troch, een andere Belg, een Griek, een Amerikaan (samen als Dream Everest Expedition 2004) en acht sherpa's haalden ze in de vroege ochtend van 17 mei 2004 om kwart voor zes de top.
| Eerste beklimming | Berg              | Continent     | Hoogte |
| ----------------- | ----------------- | ------------- | ------ |
| 28 december 1993  | Kilimanjaro       | Afrika        | 5895 m |
| 24 januari 1997   | Aconcagua         | Zuid-Amerika  | 6962 m |
| 5 januari 2000    | Vinsonberg        | Antarctica    | 4892 m |
| 4 juni 2001       | Denali            | Noord-Amerika | 6194 m |
| 23 september 2002 | Elbroes           | Europa        | 5642 m |
| 17 mei 2004       | Mount Everest     | Azië          | 8848 m |
| 23 oktober 2006   | Mount Kosciuszko  | Australië     | 2228 m |
| 17 maart 2008     | Carstenszpiramide | Oceanië       | 4884 m |